# Râul Azuga
Râul Azuga este un curs de apă, afluent al râului Prahova la Azuga.
Își are obârșia în Munții Baiului.  

## Hărți
- Harta Munții Baiului  Arhivat în 15 iunie 2011, la Wayback Machine.